# Маттіа Дзанотті
Маттіа Дзанотті (італ. Mattia Zanotti, нар. 11 січня 2003, Брешія, Італія) — італійський футболіст, фланговий захисник швейцарського клубу «Лугано».

## Ігрова кар'єра

### Клубна
Маттіа Дзанотті народився у місті Брешія і займатися футболои почав у школі місцевого однойменного клуба. У 2017 році футболіст приєднався до молодіжної команди міланського «Інтера». У жовтні 2021 року Дзанотті підписав з клубом перший професійний контракт на чотири роки. І 12 грудні 2021 року Маттіа дебютував в основі «Інтера» в чемпіонаті Італії.
3 липня 2023 року Дзанотті продовжив дію контракту до 2027 року і відправився в оренду у швейцарський клуб «Санкт-Галлен».
13 липня 2024 року підписав контракт на чотири роки з іншим швейцарським клубом —«Лугано».

### Збірна
У травні 2023 року у складі збірної Італії (U-20) Маттіа Дзанотті брав участь у молодіжному чемпіонаті світу в Аргентині.
8 вересня 2023 року Дзанотті дебютував у складі молодіжної збірної Італії.

## Титули
Інтер
 Переможець Суперкубка Італії: 2022
Італія (U-20)
 Віце-чемпіон молодіжного чемпіонату світу: 2023